# 弗里德里希·莱布尼茨
弗里德里希·莱布尼茨（德語：或德語：；1597年–1652年）是一名路德宗律师、公证员、登记员和莱比锡大学伦理学教授。他是知名博学家戈特弗里德·莱布尼茨的父亲。

## 生平
弗里德里希·莱布尼茨出生于阿尔滕堡。父亲安布罗西欧斯·莱布尼茨(Ambrosious Leibniz)是公务员，母亲安娜·多叶琳(Anna Deuerlin)是莱比锡当地的贵族。
1622年，他在莱比锡大学取得了硕士学位，后在莱比锡大学行政部门担任精算师。1640年，他当选该校伦理学主任(chair)。
他一生有过3次婚姻。1625年，他初次结婚。随后生下了儿子约翰·弗里德里希(Johann Friedrich)和女儿安娜·罗西娜(Anna Rosina)。他的第2次婚姻没有孩子。1643年，他的第2位妻子去世。1644年，他娶了一位知名律师(或说是知名法学教授)的女儿卡特里娜·施穆克(Catharina Schmuck)，并生下了一个儿子，即后世熟知的博学家戈特弗里德·莱布尼茨。
除继续在莱比锡大学任精算师外，他还于1646年在该校兼任了哲学会副主席、伦理学教授二职。虽没有什么有名的原创性成果，但他是一个热爱工作、顾家且信仰虔诚的父亲。他还有收藏古籍的嗜好。他死于莱比锡。
虽然莱布尼茨不是数学家，他本人也只是个精算师，但按不分门类的学术传承关系来看，他是众多大数学家的有记载的导师之祖。至2016年年初，他在数学谱系计划上目前已记载的学术传人总数已经超过了12万人次，而且人数还会不断快速增加。除儿子戈特弗里德外，弗里德里希的前几代学生中没有出现过很出名的学者。但传至诗人兼数学家亚伯拉罕·凯斯特纳一辈时，出现了重大转变。从凯斯特纳往下，有2个很引人注意的分支，其中一个分支出现了数学史上极具影响力的高斯，另一个分支则出现了魏尔斯特拉斯、赫尔曼·施瓦茨和雅可比等同样名气很大的数学家。